# Wege und Straßen in Unterhaching
Diese Liste der Wege und Straßen in Unterhaching enthält alle Wege, Straßen und Plätze in Unterhaching, die im Jahr 2015/2016 verzeichnet sind.
Die Koordinate bei den einzelnen Wegen und Straßen zeigt immer an den Beginn der Straße oder des Weges (also mit der niederen Hausnummer).
Die Koordinate bei den Plätzen zeigt immer auf die Mitte des Platzes. Bei manchen Wegen und Straßen ist die Länge angegeben.

## A
- Adejeweg: Nach Adeje, dem Partnerort von Unterhaching auf Teneriffa, benannt. Länge: 375 Meter

- Albert-Schweitzer-Straße: Nach Albert Schweitzer benannt. Länge: 958 Meter. Nördliches Ende an der Einmündung der Zwergerstraße

- Albrecht-Dürer-Straße: Nach Albrecht Dürer benannt. Länge: 264 Meter.

- Alfred-Lingg-Straße: Nach Dr. phil. Dipl. Ing. Alfred Lingg (Von 1893 bis 1960) benannt. Er war leitender Direktor beim Agfa Camerawerk München.[1] Länge: 109 Meter.

- Altstraße -> umbenannt, heute Fasanenstraße

- Am Klosterfeld: Benannt nach der Lage. Der Grund wurde gekauft vom Orden der Barmherzigen Schwestern (Marxhof). Benannt im Jahr 1985[2], Länge: 47 Meter.

- Am Sportpark: Benannt im Jahr 1987.[1] Die Straße führt von der Biberger Straße zum Sportpark. Länge: 651 Meter.
- An der Feuerwache:

- An der Hachinger Haid: Straße benannt nach der Hachinger Haid. Länge: 449 Meter.

- Andresenstraße: Benannt nach Momme Andresen (1875 bis 1951). Erfindungen in der Photochemie. Dr. Phil. h.c. im Jahr 1940 von der Universität Jena.[1] Länge: 283 Meter.

- Angerweg: Benannt nach dem Dorf-Anger. Benannt 1986. Früher Grünwalder Weg.[1] Länge: 516 Meter.

- Annastraße: Benannt nach der Frau des Bauunternehmers Carl Bornschein, der dort im Jahr 1925 Häuser baute.[1] Länge: 116 Meter.

- Anton-Schrobenhauser-Weg: Benannt nach Anton Schrobenhauser (1932 bis 1982), einem Bauunternehmer und Gemeinderat von Unterhaching.[1] Länge: 102 Meter.

- Anton-Troppmann-Weg: Anton Troppmann hat in Unterhaching die CSU mitbegründet, war Ehrenbürger Träger des Bundesverdienstkreuzes, zweiter und dritter Bürgermeister er verstarb am 18. August 2009.[3]

## B
- Badstraße: Benennung nach dem Freibad der Gemeinde.[1] Länge: 144 Meter

- Bahnweg: bis 1983, danach Deisenhofener Weg. Weg an der Westseite des Bahnhofs nach Süden.[1] Länge: unbekannt.

- Bahnhofsweg: seit 1983, Verbindung vom Rathausplatz zum Bahnhof.[1] Länge: 231 Meter

- Bajuwarenweg: vermutlich nach dem Stamm der Bajuwaren benannt. Länge: 124 Meter

- Biberger Straße: Zum Nachbarort Unterbiberg (und damit zur heutigen Gemeinde Neubiberg) führende Staatsstraße 2368; Sie wurde 1900 zur Distriktstraße erhoben. Länge: 1530 Meter[4]

- Bischofshofener Straße: benannt nach der Stadt Bischofshofen, Österreich. Seit 1971 Ortsfreundschaft mit Unterhaching, seit 1979 eine Partnerschaft.[4] Länge: 134 Meter

- Blütenweg: Hinweis auf die Gartenstadt.[4] Länge: 308 Meter

- Bonhoefferstraße: nach Dietrich Bonhoeffer (1906 bis 1945).[4] Länge: 93 Meter

- Bozaunweg: alter Name, auch Potzzaun, Panzaun, Pandtzaun, Bannzaun, Zaun um das Dorf um Wildschäden zu vermeiden.[4] Länge: 500 Meter

- Brunellenweg Benennung vermutlich nach der Pflanze; Länge= 232 Meter

- Brunnenweg (alte Bezeichnung) -> Ottobrunner Straße (heute)[5]

- Budapester Straße: Benennung vermutlich nach der Stadt Budapest; Länge= 390 Meter

- Bürgermeister-Prenn-Straße: Benannt nach dem früheren Bürgermeister Josef Prenn (1879 bis 1975). Ab dem Jahr 1939, vorher Gasse oder Kirchgasse. Zwischen 1952 und 1962 Rathausstraße.[4]

- Burgmaierweg: Feldweg als Verlängerung des -> Finsinger Weges unter der A8 hindurch in Richtung Ottobrunn[5] Länge = 1.800 Meter (in Unterhaching)

- Bussardstraße: nach dem Vogel Bussard.[4] Länge 671 Meter

## C
- Carl-Duisberg-Straße: nach Carl Duisberg (1861 bis 1935), erster Generaldirektor der Agfa[4] Länge 466 Meter

- Carl-Orff-Weg: nach Carl Orff (1895 bis 1982) benannt.[4] Länge 164 Meter

## D
- Deisenhofener Straße: ein Teil der heutigen -> Rathausstraße.[4]

- Deisenhofener Weg: heute Wegstück entlang der Bahngleise, bis 1983 -> Bahnweg[4] Länge 438 Meter

- Delpstraße: Nach Alfred Delp (1907 bis 1945) benannt.[4] Länge 112 Meter

- Dorfgasse -> Hauptstraße

## E
- Edith-Stein-Weg: nach Edith Stein (1891 bis 1942) benannt.

- Elisabeth-Flierl-Weg (auch: Flierlweg): nach Elisabeth Flierl (1886 bis 1963), Musikantin und Bürgerin von Unterhaching, vermachte der Gemeinde ihr gesamtes Vermögen.[6]

- Elsterstraße: nach dem Vogel Elster.[6]

- Eponaweg:nach der keltischen Göttin  Epona benannt.

- Erwin-Lesch-Straße: war nach Erwin Lesch benannt, umbenannt in Perlacher-Forst-Straße

- Erzbergerstraße: Nach dem Politiker Matthias Erzberger der von 1875 bis 1921 lebte. Er war Reichsfinanzminister und wurde ermordet.[6] Länge= 127 Meter

- Esusweg: Nach der keltischen Gottheit Esus  benannt.

- Eugen-Roth-Straße: nach Eugen Roth (1895 bis 1976) benannt.[6]

- Eulenweg: nach dem Vogel Eule.[6]

## F
- Falkenweg: nach der Vogelgattung Falke.[6]

- Farnweg: benannt nach der Waldpflanze[6] (sonst nirgends verzeichnet?)

- Fasanenstraße: nach dem Vogel Fasan., früher auch Fasanengartenstraße, 1850 als Alte Straße bezeichnet, um 1602 Altstraße[6]

- Ferdinand-Lassalle-Straße: benannt nach Ferdinand Lassalle (1825 bis 1864).[6]

- Finsinger Weg: nach dem Ort Finsing benannt.[6]

- Forststraße: Führt in den Perlacher Forst.[6]

- Franz-Beiser-Weg: nach dem Bürgermeister von Unterhaching (1905 bis 1919) Franz Beiser (1870 bis 1942), stiftete das Gelände auf dem seit 1937 die Kirche St. Otto in Ottobrunn steht.[7]

- Franz-Schubert-Straße: nach Franz Schubert (1797 bis 1828).[6]

- Friedensplatz: in Erinnerung an das Ende der beiden Weltkriege, bis 1933 ohne Namen, bis 1945 Hindenburgplatz.[6]

- Frühmesserweg: Weg besteht nicht mehr. Ist eine alte Bezeichnung von 1614.[5]

- Frühlingstraße: Nach der Jahreszeit.[6]

## G
- Gauss Allee  nach Carl Friedrich Gauß benannt zweigt von der Biberger Straße ab. Wird die Zufahrt zu den neuen Gebäuden eines ortsansässigen chinesischen Investors.
- Gartenstraße: liegt in einer Gartensiedlung.[6]

- Georg-Fertl-Weg: nach Georg Fertel benannt. er war von 1948 bis 1952 Bürgermeister in Unterhaching.

- Gerhard-Bold-Weg: nach Gerhard Bold benannt.

- Geschwister-Scholl-Straße: nach Sophie Scholl (1921 bis 1943) und Hans Scholl (1918 bis 1943) benannt[6]

- Gleißentalstraße: bis 1933, heute -> Robert-Koch-Straße. Benannt nach der südlichen Verlängerung des Hachinger Tals bis zum Deininger Weiher, des Gleißentals. Das Wort „gleißen“ kommt vom Schriftdeutschen „glitzern“.[8]

- Glonner Weg: -> Feldweg vom Glonnerhof nach Osten

- Goerdelerstraße: nach Karl Friedrich Goerdeler (1884 bis 1945) benannt.[8]

- Grafstraße: nach Willi Graf (1918 bis 1943) benannt.[8]

- Grimmerweg: benannt nach dem Grimmerhof (1180 erste Urkundliche Erwähnung)

- Grünauer Allee: Der Ortsteil in Unterhaching heißt "Grünau diese Straße hat einen Allee-Charakter. Nach dem Charakter der Straße, bis 1981 Rathausstraße.[8]

- Grünwalder Weg: alter Weg nach Grünwald.[8]

## H

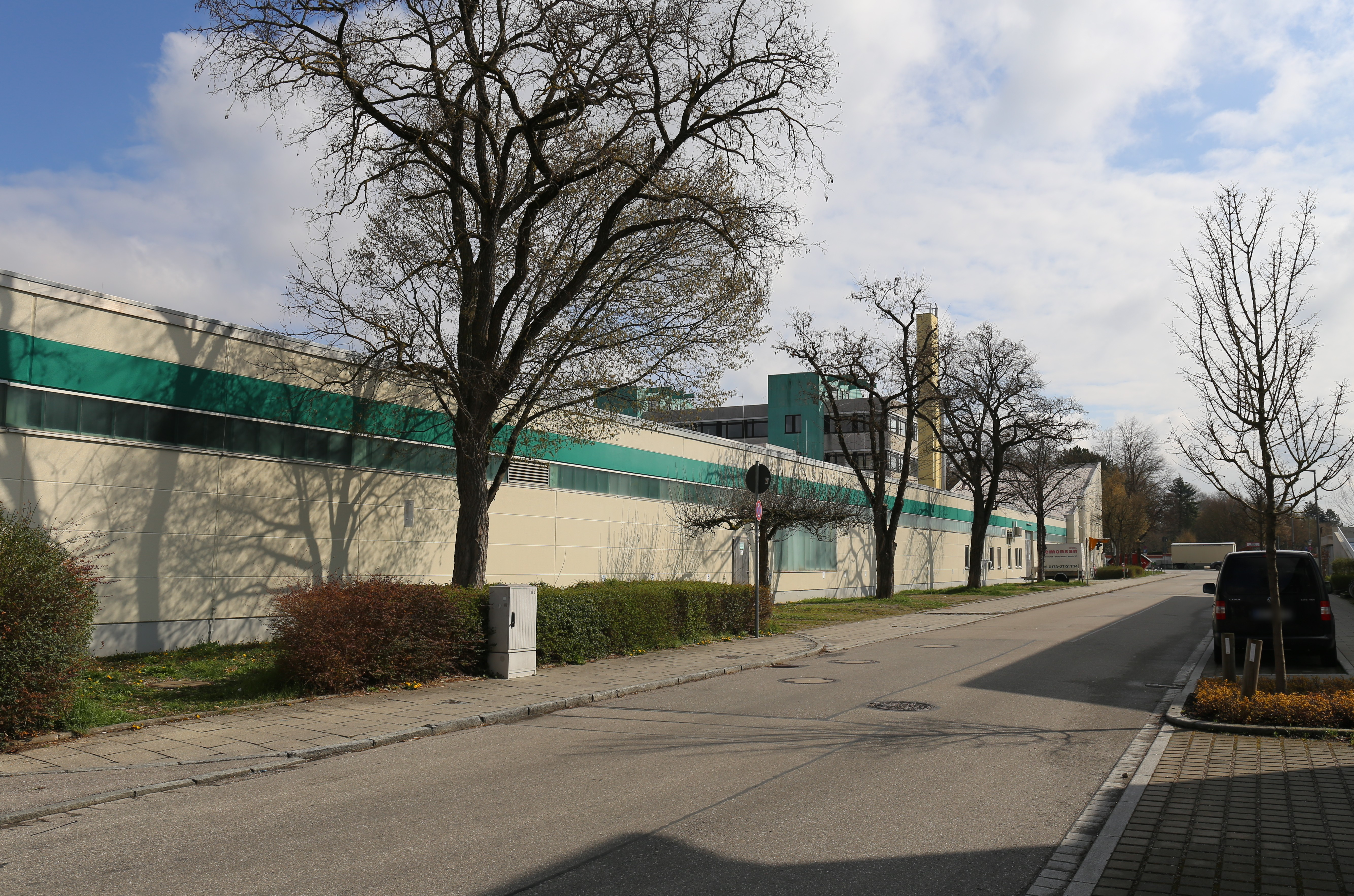
Hans-Durach-Straße

- Habichtstraße: nach dem Vogel Habicht.[8]

- Hallstattweg: nach dem Ort Hallstatt und deren Funde aus dem Neolithikum dort benannt.[8]

- Hans-Durach-Straße: nach Hans Durach (1900 bis 1982) benannt. Einem Unternehmer der in Unterhaching wohnt.[8]

- Hans-Sachs-Straße: nach Hans Sachs (1494 bis 1567) benannt.[8]

- Hauptstraße: Hauptstraßenzug des früheren Dorfes. Bis 1958 Tegernseer Landstraße, um 1871 noch Dorfgasse.[8]

- Hochäckerweg: im Jahr 1985 benannt nach den an der Waldgrenze liegenden Hochäckern.[8]

- Hofmarkweg: verschiedene Hofmarken waren früher Obereigentümer von einzelnen Höfen in Unterhaching.[8]

- Holbeinstraße: nach Hans Holbein der Jüngere (1497 bis 1543) benannt.[8]

## I
- Immelmannstraße: heute -> Stresemannstraße

- Inselkammerstraße:

- Isartalstraße: Führt durch den Forst ins Isartal, Bebauung ab 1936.[8]

## J
- Jagdstraße: nach den Jagden im Perlacher Forst.[8]

- Jägerstraße: nach dem Beruf des Jägers.[8]

- Jahnstraße: Nach Friedrich Ludwig Jahn (1778 bis 1852) benannt.[2]

- Johann-Strauß-Straße:nach Johann Strauss (1825 bis 1899) benannt.[2]

## K
- Kapellenacker: alter Flurname.[2]

- Kapellenstraße: nach der dort stehenden (von 1869 bis 1930) Kapelle benannt.[2]

- Karl-Herrmann-Weg: nach Karl Herrmann.

- Karl-Mathes-Straße bis 1972: Herbststraße. Dann benannt nach dem dort wohnenden Karl Mathes (1907 bis 1978), Bürgermeister von Unterhaching von 1952 bis 1972.[2]

- Karwendelstraße: nach der Gebirgsgruppe Karwendel.[2]

- Katharinenstraße: benannt nach der ersten Apotheke in Unterhaching.[2]

- Keltenweg: nach den Kelten.[2]

- Kirchenstraße: nach der Kirche.[2]

- Kirchfeldstraße: nach der Flurbezeichnung Kirchfeld.[2]

- Kirchgasse -> Heute: Bürgermeister-Prenn-Straße

- Klosterfeld, Am: -> siehe Am Klosterfeld

- Kirchlandweg: alter Flurname.

- Korbinianstraße: Nach dem St. Korbinian benannt.[2]

- Krokusweg: nach der Blucme Krokus.[2]

- Kuckuckstraße: nach dem Vogel Kuckuck.[2]

## L
- Lannerstraße: nach Joseph Lanner (1801 bis 1843) benannt.[2]

- Leberstraße: nach Julius Leber (1891 bis 1945) benannt.[2]

- Lehenstraße: Benannt nach dem Lehen, „leihen“.[9] Der Begriff „Lehen“ kann mehrere Bedeutungen haben: -Als 1/4 Hof. -Einen Hof als „Lehen“ vom Obereigentümer zu erhalten. -Als „Lehen“, dass im Mittelalter, von Adeligen an Gefolgsleute vergeben wurde.[10]

- Leipziger Straße: nach dem Ort Leipzig im Bundesland Sachsen benannt

- Lena-Christ-Straße: nach Lena Christ (1881 bis 1920) benannt.[9]

- Leonhard-Sedlmeyr-Weg: nach Leonhard Sedlmeyer, von 1945 bis 1948 Bürgermeister von Unterhaching.

- Leonhardsweg früher wohl Leonhardiweg, Feldweg vom Durachhof bis nach Portenläng. Wallfahrtsweg nach St. Leonhard in Siegertsbrunn, heute aufgelassen.[11] Seit Mai 1985 Weg auf dem früheren Schrenkhof. Benannt nach dem Heiligen St. Leonhard[9]

- Leuschnerstraße: nach Wilhelm Leuschner (1890 bis 1944).[9]

- Liebigstraße: Nach Justus von Liebig (1803 bis 1873).[9]

- Lilienthalstraße: nach Otto Lilienthal (1848 bis 1896) benannt.[9]

- Lilienweg: Nach der Blume Lilie benannt.[9]

- Lohestraße: nach der Lohe benannt.[9]

- Ludwig-Specht-Straße: nach Ludwig Specht (Ehrenbürger in Unterhaching) benannt

- Ludwig-Steub-Straße: nach Ludwig Steub (1812 bis 1888) benannt.[9]

- Ludwig-Thoma-Straße: Nach Ludwig Thoma (1867 bis 1921) benannt.[9]

## M
- Malvenweg: nach der Pflanze Malve.

- Marxhofstraße: alter (1426) Hofname.[9]

- Max-Planck-Straße: nach Max Planck (1858 bis 1947) benannt.[9]

- Maxi-Besold-Weg nach der Aktivistin Maxi Besold (1921 bis 2007) benannt, er ist etwa 430 Meter lang.[12]

- Moltkestraße (bis 1947) heute -> Von-Vollmar-Straße

- Mozartstraße: nach Amadeus Mozart (1756 bis 1791).[9]

- Mühlweg: alter Name, war der Zuweg zu den Mühlen am Hachinger Bach aus Osten.[9]

- Münchner Straße: führt nach München, bis 1958: Tegernseer Landstraße.[9]

## N
- Nordstraße: Nach der Himmelsrichtung, von 1933 bis 1945 hieß die Straße Von-Epp-Straße.[9]

## O
- Oberweg: historische Wegbezeichnung, für zwei Wege westlich und östlich des Ortes, hochwassergeschützt.[9]

- Oskar-von-Miller-Straße: Benannt nach den Ingenieur Oskar von Miller[13]

- Ottobrunner Straße: bis 1955 Putzbrunner Straße. Seit 1956 Kreisstraße (M22) (auch St 2078). Im Jahr 1614 „Prunner Weg“ (auch Brunnenweg) genannt.[13]

## P
- Parkackerstraße:

- Parkstraße: benannt wegen der parkartigen Siedlung.[13]

- Pater-Rupert-Mayer-Straße: benannt nach dem Priester Rupert Mayer

- Perlacher Weg bis 31. Dezember 2013, dann -> Perlacher-Forst-Straße. War die Verlängerung der Perlacher Forst Straße bis zum Perlacher Forst/später Autobahn A995. In der Flurkarte von 1830 „Pullacher Weg“ genannt.[11]

- Perlacher-Forst-Straße, nach dem Ziel benannt, bis 31. Dezember 2013 -> Erwin-Lesch-Straße.[14]

- Pestalozzistraße: nach Heinrich Pestalozzi (1746 bis 1827) benannt.[13]

- Pfäffinger Weg: aufgelassener Feldweg im Münchner Feld.[11]

- Pfarrer-Erhard-Weg:
- Pfarrer-Faustner-Weg: nach dem Unterhachinger Pfarrer Faustner benannt.

- Pittingerplatz: nach Otto Pittinger (1878 bis 1926) benannt. Er initiiere den Bau der Kriegersiedlung. von 1933 bis 1945 Adolf-Hitler-Platz.[13]

- Pittingerstraße wie -> Pittingerplatz[13]

- Postweg: Feldweg, benannt nach dem Gasthof Zur Post[13] in dem ab dem Jahr 1898 eine Postagentur eingerichtet wird.[15]; Länge= 500 Meter

- Prager Straße:

- Professor-Huber-Straße: Nach Kurt Huber benannt.[13], Länge: 290 Meter.

- Prunnenweg (Brunnenweg) -> Ottobrunner Straße[5]

- Pullacher Weg heute -> Perlacher Weg

- Putzbrunner Straße heute -> Ottobrunner Straße.

## Q
- Queristraße: Nach Georg Queri benannt. Länge: 126 Meter.[13]

## R
- Ranhazweg nach Flurnamen benannt, bis zur Vergrößerung des Friedhofes innerhalb des Friedhofes, verlief bis zur Rosenheimer Landstraße, in Ottobrunn noch erhalten.[11]

- Rathausplatz: Platz in der neuen Ortsmitte beim Rathaus[13]

- Rathausstraße von 1952 bis 1962 die heutige -> Bürgermeister-Prenn-Straße, ab 1965 die heutige -> Grünauer Allee. Seit dem Jahr 1981 die Straßenverbindung vom S-Bahn-Bahnhof zum Rathaus.[13]

- Reichweinstraße Verbindungsstraße zweigt von der Von-Stauffenberg-Straße ab nach Norden „Früher“ gehörte dieser Straßenabschnitt zur Gördelerstraße.

- Riemenschneiderstraße: Nach Tilman Riemenschneider (1640 bis 1531) benannt.[13]

- Robert-Koch-Straße: Nach Robert Koch (1843 bis 1910), bis zum Jahr 1933 -> Gleißentalstraße.[13]

- Rosa-Bauer-Weg: Rosa Bauer war Ehrenbürgerin in Unterhaching und Vorsitzende der AWO.

- Römerweg:zur Erinnerung an die Römer, die auch in Unterhaching siedelten.[13]

## S
- Säulenstraße: Benannt nach der „Säule“ aus dem 16. Jahrhundert.[16]

- Schäftlarnstraße: nach dem Kloster Schäftlarn benannt. Grundeigentümer in Unterhaching.[16]

- Schafweg: aufgelassener Weg im Bereich des späteren Flugplatzes.[11]

- Schallmoserweg: gewachsener Name, vermutlich von den Bauersleuten vom Haarliendlhof so genannt, Bestand: nach 1850[11]

- Scheilweg: früher Winklweg, heute noch Winklweg-Geräumt im Perlacher Forst.[16]

- Schmorellstraße: Nach Alexander Schmorell (1917 bis 1943) benannt.[16]

- Schrenkstraße (nach Felzmann auch Schrenkweg) Nach altem Hofnamen, Friedensplatz 2, ehemals Haus Nummer 40.[16]

- Schrenkweg: Benannt nach dem Schrenkhof, ein Weg der damals den Bozaunweg mit der Ottobrunner Straße verband.[11]

- Schullehrerwegerl: aufgelassener Weg, führte vom sogenannten Drum-Kreuz bis zum Perlacher Forst, heute manchmal noch als steinige Spur im Feld zu erkennen.[11]

- Schulstraße: Nach der Lage beim Schulhaus aus dem Jahr 1930.[16]

- Sedlmaierweg aufgelassener Weg zwischen Oberweg und Friedhof nach Osten. Benannt nach dem früheren Sedlmaierhof, der im Jahr 1870 aufgelöst wurde.[11]

- Sommerstraße: nach der Jahreszeit benannt.[16]

- Sonnenlängweg

- Sperberweg: Nach dem Vogel „Sperber“ benannt.[16]

- St.-Alto-Straße: Benannt nach der St. Alto Kirche in Unterhaching, die im Jahr 1932 erbaut wurde.[16]

- Sternstraße

- Stiftsweg: Der Weg zum Altenwohnstift von der Ortsmitte aus.[16]

- Straßfeldweg: Weg längs der sogenannten „Grünen Mitte“ noch Unterbrochen durch Baustelleneinrichtung; Länge= 597 Meter

- Stresemannstraße: benannt nach Gustav Stresemann (1877 bis 1929), bis zum Jahr 1947 -> Immelmannstraße.[16]; Länge= 170 Meter

- Stumpfwiesenweg: Benannt nach dem Landwirt Herren Stumpf (dem einst die Wiesen dort gehörten)

- Südstraße: liegt im Süden von Unterhaching, Benennung daher, früher Hermann-Göring-Straße von 1933 bis 1945.[16]

## T
- Taufkirchner Straße: Straße zum Nachbarort Taufkirchen; Länge 200 Meter

- Tegernseer Landstraße: Dokumentiert die Verbindung von der Gemeinde Unterhaching zum Kloster in Tegernsee (ehemaliger Obereigentümer). Früher war die Hauptdurchgangsstraße so benannt; Seit 1986 ist die Südtangente so benannt; Länge= 250 Meter

- Ter-Meer-Straße: nach Edmund ter Meer benannt;[16] Länge= 350 Meter

- Tölzer Straße: Nach dem Ort (Bad) Tölz benannt. Die Straße wurde 1820 als Weg gebaut und im Jahr 1898 gepflastert.[16] Länge= 300 Meter.

- Truderinger Straße: alter Weg-Name (älteste Urkunde 1614) Nach dem Ziel des Weges Trudering, heute Teil von München, benannt.[16]; Länge= 370 Meter

- Turnerweg: nach der Turnhalle (1924 dort erbaut, 1979 abgebrochen, heute Kindergarten St. Korbinian) benannt.[16]; Länge= 180 Meter

- Tungetweg: Aufgelassener Weg beim Kapellenland. Benannt eventuell nach dem Wort „Dung.“[11]

## U
- Urnenfeldweg: Begrenzt die Siedlung bei deren Bau historische Urnen gefunden wurden nach Norden; Länge= 250 Meter

- Utzweg: (früher auch Urtzweg genannt), nach altem Hofnamen Utz (Urz, Utzen), ehemals Haus Nummer 55,[16] heute Hauptstraße 42.[17]; Länge= 449 Meter

## V
- Veilchenweg: vermutlich nach der Blume Veilchen benannt; Länge= 250 Meter

- Volkmar-Gabert-Weg: benannt nach dem Politiker Volkmar Gabert (1923 bis 2003), der in Unterhaching wohnte, als er verstarb; Länge= 157 Meter

- Von-Stauffenberg-Straße: benannt nach Claus Graf Schenk von Stauffenberg (1907 bis 1943), der nach einem Attentat auf Hitler erschossen wurde.[5]; Länge= 1050 Meter

- Von-Vollmar-Straße: benannt nach dem Politiker Georg von Vollmar (1850 bis 1922); bis zum Jahr 1947 benannt als Moltkestraße.[5]; Länge= 362 Meter

- Vorlandstraße: nach einer alten Flurbezeichnung[5]; Länge= 75 Meter

- Vorlandweg: Vermutlich gleiche Herkunft, wie Vorlandstraße; Länge= 682 Meter

## W
- Waldstraße: nach dem Wald benannt. Die Straße liegt in der Waldsiedlung, für die ein Wald abgeholzt wurde. Der Wald hieß damals „Lohhölzl“[5] Länge= 243 Meter

- Wallbergstraße: nach dem Berg Wallberg benannt.[5] Länge= 220 Meter

- Walter-Paetzmann-Straße: nach Walter Paetzmann (1943 bis 1995), dem früheren Bürgermeister von Unterhaching (1990 bis 1995), benannt. Länge: 668 Meter

- Wilmannsstraße: nach dem Mitarbeiter Gustav Wilmanns der Agfa benannt [5]; Länge= 236 Meter

- Winklweg: heute -> Scheilweg

- Winterstraße: nach der Jahreszeit benannt[5]; Länge= 130 Meter

- Wirtsweg: Verlängerung des -> Postweges ab der Bahn bis zum Perlacher Forst, benannt nach dem Besitzer der Felder dort, erwähnt im 14. Jahrhundert.[11] Länge: 1.260 Meter

- Witneystraße: benannt nach: ; Länge: 403 Meter

- Wolfratshauser Weg: nach dem Ort Wolfratshausen benannt; Länge: 770 Meter

- Wörnbrunner Geräumt: Länge (auf Unterhachinger Flur): 285 Meter (verläuft dann weiter durch den Perlacher Forst bis zur Bahnlinie Großhesselohe – Deisenhofen)

## Z

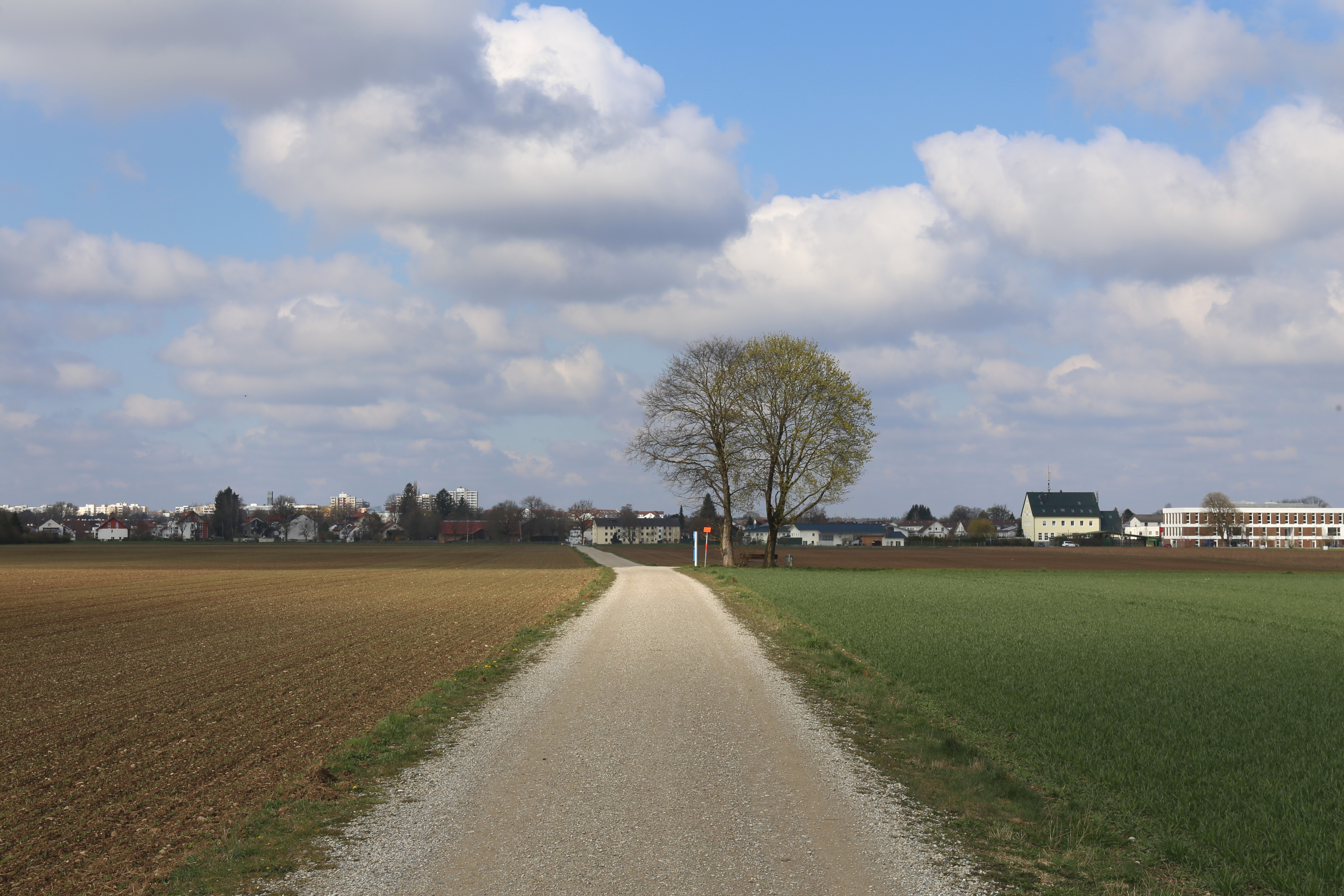
Ziegelweg (Blick nach Westen)

- Zeppelinstraße: nach Ferdinand Graf von Zeppelin benannt.[5] Länge: 200 Meter

- Ziegelweg: Feldweg nach dem heutigen Ottobrunn führend.[11] Im Winkel zur Autobahn A8 ist die Stelle, an der das Geothermiewasser wieder in den Untergrund verpresst wird. In Ottobrunn ist seine Verlängerung der Karl-Mager-Weg, Länge: 1670 Meter

- Ziehrerstraße: nach Karl Michael Ziehrer benannt.[5] Länge: 267 Meter

- Zinnenweg aufgelassener Weg im Kirchfeld[11]

- Zugspitzstraße: nach dem Berg Zugspitze.[5] Länge: 148 Meter

- Zwergerweg: Nach Philipp Jakob Zwerger Maurermeister aus Weilheim, und ab 1731 am Münchner Hof.[5][18] Verlängerung der Straße von Unterbiberg her kommend nach Westen. Endet im Wald, vermutlich seit dem Bau der Autobahnabfahrt. Verlief zuvor wohl über den Mühlweg durch den Perlacher Forst, um dann beim Giesinger Waldhaus auf die Stadtgrenze von München zu treffen. Länge: 685 Meter

- Zywiecstraße: benannt nach der Gemeinde Żywiec in Polen, die eine Städtepartnerschaft mit Unterhaching pflegt.[19], Länge: 66 Meter